# ロコプロダクション
株式会社ロコプロダクション  (LOCO PRODUCTION Inc.) は、日本の芸能事務所、エンターテインメント企業である。

## 概要
2017年2月設立。2017年に出来たばかりの新設芸能事務所。福岡本社と東京支社の二拠点で運営している。本社所在地は主要部の天神大名。東京支社は東京都港区南青山にある。社歴は浅いものの、映画方面に力を入れている。有名監督のワークショップも運営をしており、アイドル、グラビア、声優で活動している人たちを、女優方面でも活動できるようにサポートしている。

## 所属タレント
女性タレント
- 黒瀬百香
- 東郷リナ
- 結月彩
- 綾川柴乃
- 白川古都
- 湊谷笑夢
- 四条聖奈
- 鈴山凜
- 花咲日向
- 葵ゆりか
- 早水凛

男性タレント
- 米田宗祐